# Liste der Formel-1-Konstrukteure
Die Liste der Formel-1-Konstrukteure führt alle Konstrukteure auf, deren Autos an Rennen der Formel-1-Weltmeisterschaft (bis 1980: Automobil-Weltmeisterschaft) durch den Einsatz von Werks- oder Kundenteams teilgenommen haben oder zu diesen gemeldet waren. Nicht erfasst sind Konstrukteure, deren Autos ausschließlich an Formel-1-Rennen ohne Weltmeisterschaftsstatus beteiligt waren.
Der Begriff des Konstrukteurs orientiert sich an dem des Constructors nach den Formula One Sporting Regulations der FIA. Demnach muss ein Konstrukteur die sogenannten listed parts, derzeit die Überlebenszelle, die vordere Crash-Struktur, die Überroll-Struktur und das Bodywork samt Flügeln, selbst designen. Dabei genügt es, das geistige Eigentum zu besitzen, die Produktion einzelner Teile kann ausgelagert werden.

## Hintergrund
Aktuell nehmen zehn Konstrukteure an der Formel-1-Weltmeisterschaft teil. Diese sind in der Liste grau hervorgehoben. Einzig Ferrari, McLaren und Williams erlebten seit ihrem Bestehen eine jahrzehntelange Historie ohne Namenswechsel. Ferrari nahm dabei seit 1950 ununterbrochen an allen Saisons teil, McLaren seit 1966 und Williams seit 1978. Die meisten Konstrukteure haben heute ihren operativen Sitz in Großbritannien.
1952 und 1953 wurde die damalige Automobil-Weltmeisterschaft übergangsweise mit Rennwagen der Formel 2 ausgetragen, da nach dem Formel-1-Reglement nicht genügend Starter angetreten wären. Diese Rennen werden daher komplett in der Formel-1-Statistik berücksichtigt.

## Abgrenzung der Begriffe Konstrukteur und Team

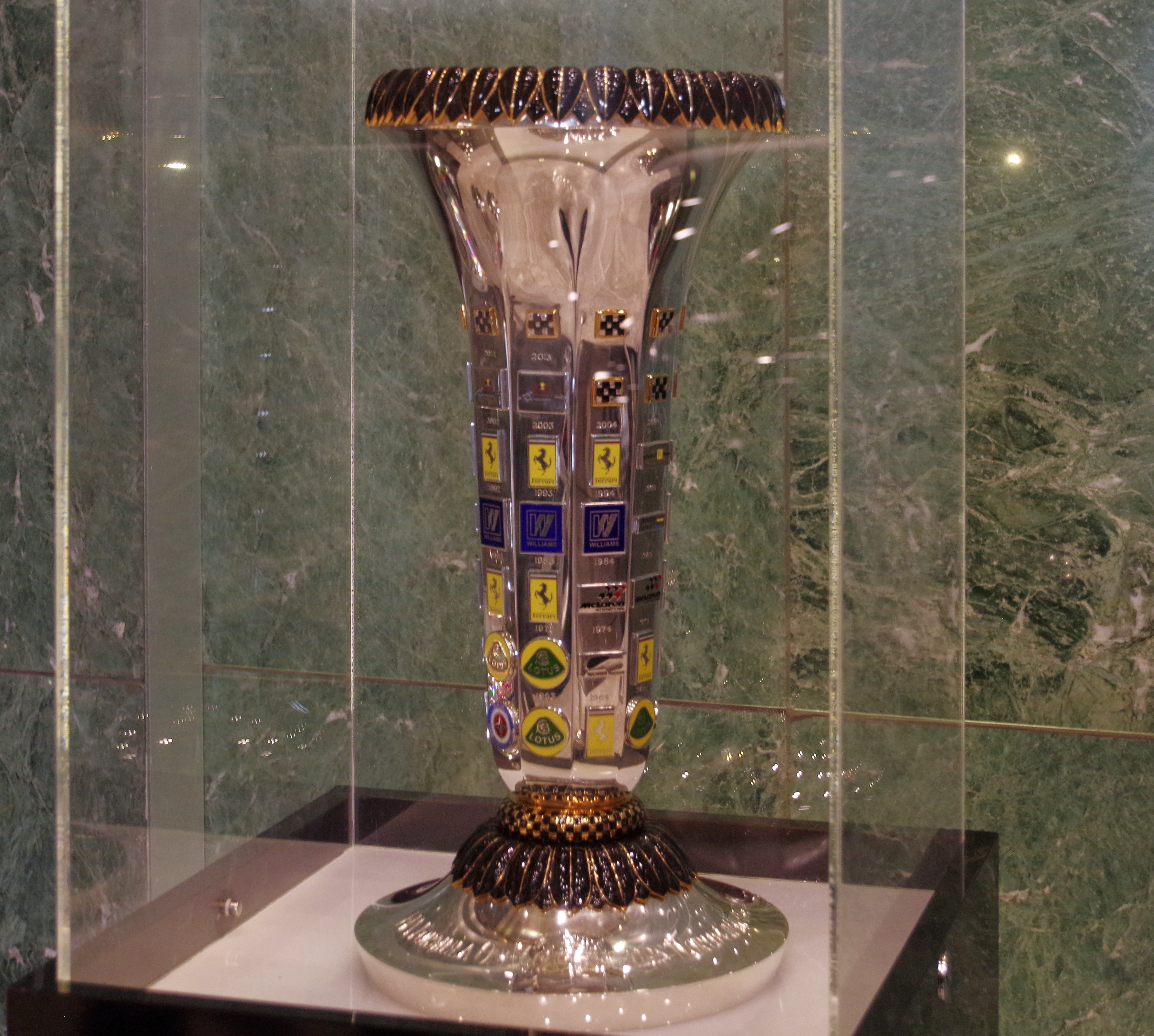
Konstrukteurspokal der Formel 1

Bis zur Saison 1981 war in der Formel 1 der Einsatz von Kundenautos erlaubt, das heißt private Rennteams konnten sich Chassis von Konstrukteuren einkaufen und mit diesen an den Rennen teilnehmen. Im englischsprachigen Raum wurde diese Situation durch die Unterscheidung von constructors (Konstrukteure) und entrants (Teams) beschrieben. Die Konstrukteure unterhielten in den meisten Fällen auch eigene Werksteams, eine Ausnahme als reiner Chassishersteller ohne eigenes Formel-1-Team bildet beispielsweise Dallara. Durch die erlaubten Kundenautos traten zwischen 1950 und 1980 eine Vielzahl von Konstrukteuren und privater Teams zu den Grands Prix an, sodass vor allem in den 1970er und 1980er Jahren Vorqualifikationen ausgetragen werden mussten, da die Anzahl der Meldungen die der Startplätze im Rennen überstieg.
Diese Liste umfasst alle Konstrukteure, die Autos entwickelt haben, die bei Grand Prix im Rahmen der Formel-1-Weltmeisterschaft eingesetzt wurden. Unabhängig davon, ob der Einsatz durch Werks- oder Kundenteams erfolgte. Seit 1981 können die Begriffe bis auf wenige Ausnahmen synonym verwendet werden, da jedes Team laut Reglement sein eigenes Chassis konstruieren muss. Auch in der modernen Formel 1 gab es jedoch vereinzelte Einsätze von Kundenautos. Satellitenteams wie Super Aguri von 2006 bis 2008 (Chassis von Honda) oder Toro Rosso von 2007 bis 2009 (Chassis von Red Bull Racing) wurden trotzdem als eigenständige Konstrukteure akzeptiert. Seitens der FIA wurde argumentiert, dass durch die von den Teams selbst weiterentwickelten Chassis genügend geistiges Eigentum entstanden sei.

## Liste der Formel-1-Konstrukteure
Die Liste führt alle Konstrukteure, die an wenigstens einem Grand-Prix-Wochenende im Rahmen der Formel-1-Weltmeisterschaft teilgenommen haben. Das bedeutet – wie z. B. im Fall von Apollon oder McGuire – nicht zwangsläufig, dass die Konstrukteure auch tatsächlich zu einem Grand Prix gestartet sind.
Erläuterungen zu den einzelnen Spalten:
1. Die Spalte „Konstrukteur“ führt den Kurznamen des Konstrukteurs auf. In Klammern sind gegebenenfalls mögliche Alternativbezeichnungen genannt, unter denen der Konstrukteur in Teilzeiträumen antrat oder bekannt war. Die Flagge steht für das Land, mit dessen Lizenz der Konstrukteur antritt. Das muss nicht identisch sein mit dem Land, in dem der Konstrukteur seinen operativen Sitz hat.
2. In der Spalte „Zeitraum“ werden die Saisons aufgeführt, in denen der Konstrukteur mit Werks- oder Kundenteams an einzelnen oder allen Weltmeisterschaftsläufen teilnahm. Die Teilnahme an Formel-1-Rennen ohne Weltmeisterschaftsstatus, die bis 1983 ausgetragen wurden, wird nicht erfasst.
3. Die Spalte „Siege“ gibt die Gesamtzahl der Siege wieder, die ein Konstrukteur bei Formel-1-Weltmeisterschaftsläufen erzielt hat. Die Siege von Werks- und Kundenteams werden addiert. Generell sind Siege von Kundenteams selten. Nur Chassis von Matra (9), Lotus (5), Cooper (4), March und Ferrari (jeweils 1) erzielten Siege durch Kundenteams.
4. Die Spalte „Beste Position Konstrukteurs-WM“ gibt die höchste Positionierung eines Konstrukteurs in der seit 1958 vergebenen Konstrukteursweltmeisterschaft wieder. Die Erfolge einzelner Konstrukteure bis 1958 bleiben außer Betracht.
5. In der Spalte „Anmerkungen“ finden sich Erläuterungen zu Besonderheiten, wie z. B. zu Eigentümerwechseln und zu historischen Zusammenhängen.

Aktuelle Konstrukteure, die an der Formel-1-Weltmeisterschaft 2025 teilnehmen, sind grau unterlegt.
Datenstand: Großer Preis von Kanada 2025
| Konstrukteur                                        | Sitz                                                  | Aktiver Zeitraum                                   | Siege | Beste Position Konstrukteurs-WM                                                                     | Anmerkungen |
| --------------------------------------------------- | ----------------------------------------------------- | -------------------------------------------------- | ----- | --------------------------------------------------------------------------------------------------- | --- |
| AFM (Alexander v. Falkenhausen Motorenbau)          | München (D)                                           | 1952–1953                                          | –     | –                                                                                                   | Zwischen 1949 und 1952 wurden von AFM sechs Formel-2-Rennwagen gebaut. Als sich 1952/53 die Gelegenheit ergab, traten einige deutsche Privatfahrer damit auch in einzelnen Läufen zur Automobil-Weltmeisterschaft an. |
| AGS (Automobiles Gonfaronnaises Sportives)          | Le Luc, Gonfaron (F)                                  | 1986–1991                                          | –     | 12. (1987)                                                                                          | Seit 1970 Konstrukteur von Formel-Renault- und Formel-2-Autos, ab 1986 Formel 1. AGS verwendete in seinen Anfangsjahren Komponenten aus den Beständen von Renault. Einsatz nur über das Werksteam. |
| Alfa Romeo                                          | Mailand (I), Senago (I)                               | 1950–1951 1979–1985                                | 10    | 6. (1983)                                                                                           | Einsatz 1950–1951 als Werksteam mit weiterentwickelten Vorkriegsmodellen Typ 158/159. Das zweite Engagement ab 1979 wurde bis 1982 von Autodelta als Werksteam betrieben, danach nur noch werksunterstützt durch den eigenständigen Rennstall Euroracing. Außerdem Motorenlieferant in den Jahren 1970 (McLaren) und 1971 (March) sowie von 1976 bis 1979 (Brabham) und von 1983 bis 1988 (Osella). Zudem Techniktransfer zu Osella. Von 2018 bis 2023 war Alfa Romeo Titelsponsor von Sauber, aber kein Konstrukteur. |
| Alfa Romeo Special (de Klerk)                       | –                                                     | 1963, 1965                                         | –     | –                                                                                                   | Eigenbau von Peter de Klerk mit Alfa-Romeo-Motor für die südafrikanischen Formel-1-Rennen, der 1963 und 1965 auch beim Großen Preis von Südafrika zum Einsatz kam; alternativ wird de Klerk als Konstrukteur genannt. |
| Alta                                                | Surbiton (UK)                                         | 1950–1952                                          | –     | –                                                                                                   | Einsatz von Alta-Chassis mit verschiedenen Kundenteams. Ab 1952 erfolgreicher als Motorenlieferant für HWM, Cooper und Connaught. |
| Amon                                                | –                                                     | 1974                                               | –     | –                                                                                                   | Versuch des Rennfahrers Chris Amon, mit selbst konstruierten Autos an der Formel-1-Weltmeisterschaft teilzunehmen. Nur ein Wagen (Amon AF101) nach Plänen von Gordon Fowell aufgebaut. Konnte sich für den Monaco-GP und Spanien-GP 1974 qualifizieren, startete jedoch nur in Spanien. |
| Andrea Moda                                         | Ancona (I), Morrovalle (I)                            | 1992                                               | –     | –                                                                                                   | Übernahm zunächst das Material von Coloni, danach ein von Simtek konzipiertes Fahrzeug. Einsatz durch ein Werksteam, nur einmal für ein Rennen qualifiziert: Monaco-GP 1992. |
| Apollon                                             | Tessin (CH)                                           | 1977                                               | –     | –                                                                                                   | Wird als Konstrukteur des Apollon-Williams FW03 geführt, der tatsächlich eine überarbeitete Version eines älteren Fahrzeugs von Frank Williams Racing Cars war. |
| Arrows (Footwork)                                   | Milton Keynes (UK), Leafield (UK)                     | 1978–2002                                          | –     | 5. (1988)                                                                                           | Start mit Personal, das von Shadow kam. Die Autos wurden zwischen 1991 und 1996 wegen eines vorübergehenden japanischen Teilhabers Footwork genannt, aber trotzdem von Arrows konstruiert. Ab 1997 Kooperation mit Tom Walkinshaw Racing. |
| Arzani-Volpini                                      | –                                                     | 1955                                               | –     | –                                                                                                   | Das Team reiste mit einem weiterentwickelten Milano von 1951 zum Großen Preis von Italien 1955, startete jedoch technisch bedingt nicht zum Rennen. |
| Aston (Aston-Butterworth)                           | –                                                     | 1952                                               | –     | –                                                                                                   | Als eigentlicher Formel-2-Konstrukteur nur in der Saison 1952 aktiv, in der die Automobil-Weltmeisterschaft ausnahmsweise nach dem Formel-2-Reglement ausgeschrieben war. Vier Qualifikationen, zwei Rennstarts. Unter Beachtung des Motorenpartners Archie Butterworth manchmal auch als Aston-Butterworth bezeichnet. |
| Aston Martin (David Brown Organisation)             | Newport Pagnell (UK)                                  | 1959–1960                                          | –     | –                                                                                                   | Alle Einsätze über das Werksteam der David Brown Organisation. Formel-1-Engagement wurde nach vier Rennen 1959 und nur einem Rennen in der Saison 1960 eingestellt; das Frontmotorkonzept der DBR4 und DBR5 galt inzwischen als veraltet. Seit 2021 als Marke Titelsponsor beim Aston Martin F1 Team (zuvor als Racing Point angetreten), aber kein Konstrukteur. |
| Aston Martin F1 (Racing Point)                      | Silverstone (UK)                                      | seit 2018                                          | 1     | 4. (2020)                                                                                           | Entstand durch Übernahme des liquidierten Force India während der Saison 2018 (nach 12/21 Rennen); in den restlichen Rennen wurde noch das von Force India konstruierte Chassis VJM11 eingesetzt und weiterentwickelt. Ab 2019 reine Eigenkonstruktionen. Bis 2020 als Racing Point angetreten, seit 2021 aus Sponsoringgründen als Aston Martin F1 Team. Jedoch keine Mehrheitsbeteiligung des Automobilherstellers Aston Martin und keine Beziehung zum ehemaligen Aston Martin-Werksteam. |
| A.T.S. (Automobili Turismo e Sport)                 | Pontecchio Marconi (I)                                | 1963                                               | –     | –                                                                                                   | Gegründet von mehreren zuvor bei Ferrari entlassenen Technikern, unter ihnen Carlo Chiti. Der in kurzer Zeit entwickelte A.T.S. Tipo 100 wurde nur vom Werksteam eingesetzt. Das erwies sich als nicht zuverlässig. Es wurde später modifiziert als Derrington-Francis eingesetzt. |
| ATS                                                 | Bicester (UK)                                         | 1978–1984                                          | –     | 11. (1979, 1982)                                                                                    | Konstrukteur mit deutscher Lizenz, stationiert im ehemaligen March-Werk in Bicester, England. Einsatz durch das ATS-Werksteam, das 1977 zuvor als Kundenteam ein altes Penske PC4-Chassis eingesetzt hatte. ATS-Teamchef Günther Schmid betrieb 1988 und 1989 Rial Racing. |
| BAR (British American Racing)                       | Brackley (UK)                                         | 1999–2005                                          | –     | 2. (2004)                                                                                           | Übernahm die Startberechtigung von Tyrrell. 2006 von Honda übernommen. 2009 als Brawn GP gemeldet, seit 2010 als Mercedes-Werksteam am Start. |
| Behra-Porsche                                       | Modena (I)                                            | 1960                                               | –     | –                                                                                                   | Der Rennfahrer Jean Behra gab 1959 bei dem ehemaligen Maserati-Techniker Valerio Colotti in Modena ein Chassis für einen umgebauten Porsche 718 RSK für Einsätze in der Formel 2 in Auftrag, der aber auch zu vier Weltmeisterschaftsläufen gemeldet war und nach dem Tod Behras 1960 noch zweimal mit anderen Fahrern am Steuer startete. |
| Bellasi                                             | Novara (I)                                            | 1970–1971                                          | –     | –                                                                                                   | Ende der 1960er-Jahre wurden vom Silvio Moser Racing Team mehrmals Brabham-Kundenchassis eingesetzt. 1970 folgte ein Eigenbau: Der Bellasi F1-70 übernahm nur das Armaturenbrett und das Getriebe vom Brabham BT24, den Rest des Autos zeichnete Guglielmo Bellasi. Nach vier vergeblichen Qualifikationen und zwei gestarteten Rennen starb das Projekt. |
| / Benetton                                          | Witney (UK), Enstone (UK)                             | 1986–2001                                          | 27    | 1. (1995)                                                                                           | Bis 1995 fuhr Benetton unter britischer Lizenz, ab 1996 mit italienischer Lizenz. Nachfolger des Toleman-Teams (1981–1985). Zur Saison 2002 von Renault übernommen und bis 2009 als Werksteam geführt. Nach kurzem Intermezzo als Lotus F1 Team (von 2010 bis 2015), seit 2016 erneut als Renault gemeldet. |
| BMW Sauber                                          | Hinwil (CH)                                           | 2006–2009                                          | 1     | 2. (2007)                                                                                           | Entstand nach Übernahme des Sauber-Teams durch BMW. Ende 2009 Rückkauf durch Peter Sauber; seitdem wieder als Sauber mit schweizerischer Lizenz gemeldet. |
| Boro (HB Bewaking Systems)                          | Bovenkerk (NL)                                        | 1976–1977                                          | –     | –                                                                                                   | Alternative Konstrukteursbezeichnung: HB Bewaking Systems. Der Boro 001 war ein überarbeiteter Ensign N175 von 1975, der 1978 erneut unter der Bezeichnung Ensign erschien. |
| Brabham                                             | Chessington (UK), Milton Keynes (UK)                  | 1962–1987 1989–1992                                | 35    | 1. (1966, 1967)                                                                                     | Unternehmensbezeichnung: Motor Racing Developments. Vorrangig Einsatz eines Werksteams. Bis 1970 wurden Brabham-Autos aber auch von Kundenteams eingesetzt. |
| Brawn                                               | Brackley (UK)                                         | 2009                                               | 8     | 1. (2009)                                                                                           | Hervorgegangen aus Honda Racing F1; Ende 2009 von Daimler übernommen und seitdem als Mercedes-Werksteam betrieben. |
| B.R.M. (British Racing Motors)                      | Bourne, Lincolnshire (UK)                             | 1951 1956–1977                                     | 17    | 1. (1962)                                                                                           | Einsatz überwiegend mit einem Werksteam; von 1959 bis 1969 jedoch auch vereinzelt mit Kundenteams. |
| BRP (British Racing Partnership)                    | Tring (UK)                                            | 1963–1964                                          | –     | 6. (1963)                                                                                           | Seit 1958 in der Formel 1 engagiert, zunächst als Kundenteam, 1963 und 1964 dann als Konstrukteur. |
| Bugatti                                             | Molsheim (F)                                          | 1956                                               | –     | –                                                                                                   | Einsatz des Bugatti Type 251 durch ein Werksteam beim Frankreich-GP 1956. Das Rennen blieb jedoch der einzige Auftritt von Bugatti in der Formel 1. |
| Caterham (Lotus Racing)                             | Hingham (UK)                                          | 2010–2014                                          | –     | 10. (2010, 2011, 2012)                                                                              | 2010 als Lotus Racing, 2011 als Team Lotus gemeldet, jedoch keine Beziehung zum ehemaligen Team Lotus. |
| Cisitalia                                           | Turin (I)                                             | 1952                                               | –     | –                                                                                                   | Eine Teilnahme bei der Qualifikation zum Italien-GP 1952 mit Piero Dusio als Fahrer, ohne sich für das Rennen zu qualifizieren. 1952 war die Automobil-Weltmeisterschaft nach dem Formel-2-Reglement ausgeschrieben. |
| Coloni                                              | Passignano sul Trasimeno (I)                          | 1987–1992                                          | –     | –                                                                                                   | Von 1987 bis 1991 im Coloni-Werksteam; 1992 wurde ein Coloni-Chassis für ein Rennen von Andrea Moda Formula gemeldet. |
| Connaught                                           | Send (UK)                                             | 1952–1959                                          | –     | –                                                                                                   | Werkseinsätze über das eigene Team Connaught Engineering; daneben verschiedene Kundenteams. Ein Podium in Monza 1956. |
| Connew                                              | Chadwell Heath (UK)                                   | 1972                                               | –     | –                                                                                                   | Konstruierte ein Auto (Connew PC1), das vom Werksteam eingesetzt wurde. Nur ein Start bei einem WM-Lauf: Österreich-GP 1972 mit François Migault. |
| Cooper                                              | Surbiton (UK)                                         | 1950 1952–1969                                     | 16    | 1. (1959, 1960)                                                                                     | Einsatz eines Werksteams von 1953 bis 1968; daneben von 1950 bis 1969 Ausrüstung zahlreicher Kundenteams. |
| Dallara                                             | Varano de’ Melegari (I)                               | 1988–1992                                          | –     | 8. (1989, 1991)                                                                                     | Von 1989 bis 1992 exklusiver Chassislieferant für BMS Scuderia Italia. Der HRT F110 des Hispania Racing Teams (HRT) von 2010 wurde bei Dallara entwickelt, als Konstrukteur galt aber HRT – aufgrund von Fertigung und Weiterentwicklung des Wagens. |
| Derrington-Francis                                  | –                                                     | 1964                                               | –     | –                                                                                                   | Der Derrington-Francis basierte auf einem A.T.S. Tipo 100 von 1963; Start beim Italien-GP 1964 mit Mário Cabral. |
| De Tomaso                                           | Modena (I)                                            | 1961–1963 1970                                     | –     | –                                                                                                   | Einsatz über das Werksteam 1961 und 1962, daneben Kundenteams: Scuderia Serenissima (1961), Scuderia Settecolli (1961–1963) und Frank Williams Racing Cars (1970). |
| Eagle (Anglo American Racers)                       | Rye (UK)                                              | 1966–1969                                          | 1     | 7. (1966, 1967)                                                                                     | Der kalifornische Fahrer Dan Gurney gründete mit Anglo American Racers das europäische Standbein der Firma All American Racers mit Hauptsitz in Santa Ana, Kalifornien. Die Formel-1-Wagen wurden vom britischen Rye aus eingesetzt. |
| Eifelland                                           | Mayen (D)                                             | 1972                                               | –     | –                                                                                                   | Einsatz eines modifizierten March 711, genannt Eifelland 21; mehrere Rennstarts mit Rolf Stommelen. |
| Emeryson                                            | Twickenham (UK), Send (UK)                            | 1956 1961–1962                                     | –     | –                                                                                                   | 1956 und 1962 Einsätze mit dem Werksteam; 1961 zudem vereinzelte, jedoch vergebliche, Qualifikationsversuche mit Kundenteams. Insgesamt vier Rennstarts. |
| EMW (Eisenacher Motorenwerk)                        | Eisenach (DDR)                                        | 1953                                               | –     | –                                                                                                   | Das staatliche Staatliche Rennkollektiv der DDR in Berlin-Johannisthal entwickelte für 1950 unter Verwendung von BMW-Technik sogenannte Intertyp-Rennwagen, die sowohl als Rennsportwagen mit unterschiedlicher Motorisierung als auch in der Formel 2 verwendet werden konnten. Nach dem Umzug und der Angliederung an das EMW-Werk in Eisenach wurde ein solches Fahrzeug 1953 auch beim Großen Preis von Deutschland eingesetzt. |
| ENB (Écurie Nationale Belge)                        | Francorchamps, Stavelot (B)                           | 1962                                               | –     | –                                                                                                   | Das belgische Team trat zwischen 1955 und 1962 überwiegend mit Kundenautos an, erschien jedoch zum Deutschland-GP 1962 mit einem modifizierten Emeryson, der als ENB bezeichnet wurde. |
| Ensign                                              | Burntwood, Walsall (UK)                               | 1973–1982                                          | –     | 10. (1977)                                                                                          | Einsatz primär im Werksteam, daneben einzelne Kundenfahrzeuge. Für die Saison 1983 Fusion mit Theodore Racing. |
| ERA (English Racing Automobiles)                    | Dunstable (UK)                                        | 1950–1952                                          | –     | –                                                                                                   | Vereinzelte Teilnahmen in der Frühphase der Formel 1 mit einem Werksteam. |
| EuroBrun                                            | Senago (I)                                            | 1988–1990                                          | –     | –                                                                                                   | Entstanden aus den beiden Motorsportfirmen Euroracing aus Italien und Brun Motorsport aus der Schweiz. Euroracing bestritt zuvor bereits mit Werksunterstützung ein Engagement als Alfa Romeo zwischen 1983 und 1985. |
| Ferguson                                            | Siskin Drive, Coventry (UK)                           | 1961                                               | –     | –                                                                                                   | Der vom Rob Walker Racing Team eingesetzte Ferguson P99 war der erste allradgetriebene Formel-1-Wagen; wurde beim einzigen Rennstart in England 1961 nachträglich disqualifiziert. |
| Ferrari                                             | Maranello (I)                                         | seit 1950                                          | 248   | 1. (1961, 1964, 1975, 1976, 1977, 1979, 1982, 1983, 1999, 2000, 2001, 2002, 2003, 2004, 2007, 2008) | Erfolgreichster Konstrukteur der Formel-1-Geschichte und auch Rekordteilnehmer bezogen auf Grand-Prix-Starts. |
| Fittipaldi (Copersucar)                             | Rio de Janeiro (B), Reading (UK)                      | 1975–1982                                          | –     | 7. (1978)                                                                                           | Gegründet von Emerson Fittipaldi und seinem Bruder Wilson. Das Team startete bis 1979 wegen seines Hauptsponsors als Copersucar. |
| Fondmetal                                           | Palosco (I)                                           | 1991–1992                                          | –     | –                                                                                                   | Fondmetals Werksteam übernahm die Lizenz von Osella und trat zeitweise mit älteren Osella-Autos an. |
| Force India (Sahara Force India)                    | Silverstone (UK)                                      | 2008–2018                                          | –     | 4. (2016, 2017)                                                                                     | 2008 hervorgegangen aus Spyker, das seinerseits Nachfolger von Midland (2006) und Jordan Grand Prix (1991-2005) war. Mitte 2018 ging das Team insolvent. Material und Personal wurde im Sommer 2018 von dem neu gegründeten Konstrukteur Racing Point übernommen. |
| Forti Corse                                         | Alessandria (I)                                       | 1995–1996                                          | –     | –                                                                                                   | Zuvor bereits in der Formel 3 und Formel 3000 aktiv. Werkseinsätze 1995 und 1996. Der Forti FG01 basierte auf dem Fondmetal GR02 von 1992. Mitte 1996 insolvent. |
| Frank Williams Racing Cars (Politoys, Iso-Marlboro) | Cippenham, Slough (UK), Reading (UK)                  | 1972–1976                                          | –     | 10. (1973)                                                                                          | 1972 als Politoys, 1973–1974 als Iso-Marlboro gemeldet; Autos aber immer von Frank Williams Racing Cars konstruiert. Neben dem Werksteam wurden auch einzelne Kunden ausgestattet. Einzelne Williams-Wagen erschienen bis 1977 als Apollon-Williams, Mapfre-Williams oder McGuire. 1976 von Walter Wolf Racing übernommen und unter diesem Namen bis 1979 fortgeführt. |
| Frazer Nash                                         | –                                                     | 1952                                               | –     | –                                                                                                   | |
| Fry                                                 | –                                                     | 1959                                               | –     | –                                                                                                   | Erfolglose Teilnahme an der Qualifikation zum England-GP 1959. Es blieb bei einem Versuch. |
| Gilby                                               | –                                                     | 1961–1963                                          | –     | –                                                                                                   | Das Team startete in den 1950er-Jahren mit Kundenautos und konstruierte 1961 (Gilby 61) und 1962 (Gilby 62) ein eigenes Chassis, das 1963 auch noch von Ian Raby eingesetzt wurde. |
| Gordini                                             | Les Ulis (F)                                          | 1950–1956                                          | –     | –                                                                                                   | Bis 1953 auch als Simca-Gordini bezeichnet; bei einigen Rennen vom Werksteam parallel eingesetzt. |
| Haas F1                                             | Banbury (UK), Kannapolis (USA)                        | seit 2016                                          | –     | 5. (2018)                                                                                           | Während die Entwicklung in Kannapolis in den USA sitzt, wird der operative Einsatz der Rennwagen von der alten Manor-Fabrik im britischen Banbury aus gesteuert. |
| Haas Lola                                           | Colnbrook (UK), Heathrow (UK)                         | 1985–1986                                          | –     | 8. (1986)                                                                                           | Kein Bezug zum aktuellen Haas F1 Team. Gelegentlich als Haas-Lola bezeichnet, obwohl zu Lola Cars keine engere Beziehung bestand. Entwicklung der Autos beim FORCE-Konstruktionsbüro (u. a. Ross Brawn, Neil Oatley, Adrian Newey) in Heathrow in Auftrag gegeben. |
| Hesketh                                             | Easton Neston (UK)                                    | 1974–1978                                          | 1     | 4. (1975)                                                                                           | Zuvor bereits in der Formel 2 aktiv. Das Team setzte in der Saison 1973 und Anfang 1974 zunächst ein March-Kundenauto ein, bevor man als Werksteam eigene Autos baute. Ende 1978 wurde Hesketh aufgelöst. |
| Hill                                                | Surrey (UK)                                           | 1975                                               | –     | 11. (1975)                                                                                          | Nach Anfängen mit Kundenfahrzeugen von Shadow und Lola 1975 eigenständiger Konstrukteur. Betriebseinstellung nach Unfalltod des Gründers Graham Hill. |
| Honda                                               | Tokio (J), Amsterdam (NL), Slough (UK), Brackley (UK) | 1964–1968 2006–2008                                | 3     | 4. (1967, 2006)                                                                                     | Erfolgreichster japanischer Konstrukteur der Formel-1-Geschichte. Formel-1-Einstieg von Japan aus, später in den 1960er-Jahren eigenständige Basis zunächst in Amsterdam und schließlich in Slough. Rückkehr als Konstrukteur 2005 nach Übernahme von BAR. Ende 2008 wiederum nach Ausstieg von Brawn übernommen. Außerdem aktiv als Motorenlieferant u. a. von McLaren, Williams oder Red Bull von 1983–1992, 2000–2008, 2015–2021 und seit 2023. |
| HRT (Hispania Racing Team)                          | Madrid (E)                                            | 2010–2012                                          | –     | 11. (2010, 2011)                                                                                    | In Spanien gemeldeter Konstrukteur. Technik zunächst von Dallara zugekauft, zuletzt auch von Holzer. Werksteam 2010 und 2011 faktisch vom Team Kolles in Deutschland betrieben, erst 2012 Übersiedlung nach Spanien. |
| HWM (Hersham and Walton Motors)                     | Walton-on-Thames (UK)                                 | 1951–1955                                          | –     | –                                                                                                   | Während den Saisons 1952 und 1953 regelmäßig mit dem Werksteam am Start; zudem vereinzelte Einsätze mit Kundenteams. |
| Jaguar                                              | Milton Keynes (UK)                                    | 2000–2004                                          | –     | 7. (2002, 2003, 2004)                                                                               | Entstand durch Übernahme von Stewart Grand Prix; Werksteam von Ford mit der Marke Jaguar. Nach 2004 weitergeführt von Red Bull Racing. |
| JBW                                                 | –                                                     | 1959–1961                                          | –     | –                                                                                                   | JBW trat zwischen 1959 und 1961 mit selbst konstruierten Chassis zu vereinzelten GP an, nachdem man zuvor Kundenautos einsetzte. |
| Jordan                                              | Silverstone (UK)                                      | 1991–2005                                          | 4     | 3. (1999)                                                                                           | Vorgänger von Midland (2006), Spyker (2006–2007) und Force India (2008-2018). |
| Kauhsen                                             | Aachen (D)                                            | 1979                                               | –     | –                                                                                                   | Einsatz eines unter Mitwirkung der Fachhochschule Aachen konstruierten Autos im Werksteam 1979. Danach Weitergabe des Autos an Merzario. |
| Klenk                                               | –                                                     | 1954                                               | –     | –                                                                                                   | Hans Klenk setzte beim Deutschland-GP 1954 einen modifizierten Formel-2-Veritas, als Klenk-Meteor bezeichnet, mit dem Fahrer Theo Helfrich ein; Helfrich schied im Rennen aus. |
| Kojima                                              | –                                                     | 1976–1977                                          | –     | –                                                                                                   | Einsatz durch Werks- und Kundenteams nur bei den Großen Preisen von Japan 1976 und 1977. |
| Kurtis Kraft                                        | Glendale (USA)                                        | 1959                                               | –     | –                                                                                                   | Rodger Ward erschien 1959 zum US-Grand-Prix mit einem Kurtis Kraft Midget-Car; 1950–1960 war dieser Hersteller außerdem regelmäßig auch beim Indianapolis 500 vertreten (insgesamt elf Rennen mit fünf Siegen). |
| Lancia                                              | Turin (I)                                             | 1954–1955                                          | –     | –                                                                                                   | Erster Probeeinsatz des Lancia D50 beim letzten Rennen der Saison 1954 in Spanien. Hauptsächlicher Einsatz des Werksteams dann zur Saison 1955. 1956 verkaufte Lancia das Einsatzauto an Ferrari, wo es weiter eingesetzt wurde. |
| Larrousse (Venturi)                                 | Signes (F)                                            | 1992–1994                                          | –     | 10. (1993)                                                                                          | Von 1987 bis 1991 Kundenteam mit zugekauften Lola-Chassis, ab 1992 eigenständiger Konstrukteur. Im ersten Jahr wegen eines Titelsponsors als Venturi bezeichnet. |
| LDS                                                 | –                                                     | 1962–1963 1965 1967–1968                           | –     | –                                                                                                   | Südafrikanischer Konstrukteur, vor allem für die Südafrikanische Formel-1-Meisterschaft. Einzelne Wagen erschienen meist unter privater Bewerbung auch regelmäßig beim zur Weltmeisterschaft zählenden Großen Preis von Südafrika. |
| LEC                                                 | Bognor Regis (UK)                                     | 1977                                               | –     | –                                                                                                   | Nach ersten Einsätzen 1973 als March-Kundenteam bestritt das Team die Saison 1977 unter eigenem Namen mit einer Konstruktion von Pilbeam. Die Einsätze wurden nach einem schweren Unfall im Training zum Britischen Grand Prix vorzeitig beendet. Teamchef Mike Earle gründete später Onyx Racing. |
| Life                                                | Formigine (I)                                         | 1990                                               | –     | –                                                                                                   | Einsatz mit Werksteam bei mehreren Grand Prix, ohne sich für ein Rennen zu qualifizieren. |
| Ligier                                              | Vichy (F)                                             | 1976–1996                                          | 9     | 2. (1980)                                                                                           | 1995 Übernahme durch Benetton, zwei Jahre lang mit Techniktransfer als Benettons B-Team geführt. 1997 Übernahme durch Alain Prost, Fortführung als Prost Grand Prix. |
| Lola                                                | Huntingdon (UK)                                       | 1962–1963 1967–1968 1974–1975 1985–1991 1993, 1997 | –     | 4. (1962)                                                                                           | Ausrüster zahlreicher Kundenteams; mit Werksteam nur 1997 im Einsatz. |
| Lotus                                               | Cheshunt (UK), Hethel (UK)                            | 1958–1994                                          | 79    | 1. (1963, 1965, 1968, 1970, 1972, 1973, 1978)                                                       | Bis 1974 Ausrüstung des Werksteams und zahlreicher Kundenteams, danach nur noch Werksteam. Nach Schließung des Teams Ende 1994 wiederholte Reaktivierung des Namens durch andere Konstrukteure. |
| Lotus F1 Team                                       | Enstone (UK)                                          | 2010–2015                                          | 2     | 4. (2012, 2013)                                                                                     | Keine Beziehung zum ehemaligen Team Lotus. Hervorgegangen aus dem Renault-Werksteam (2001-2009), das seinerseits Nachfolger von Benetton Formula (1986–2000) war und auf das Toleman-Team (1981–1985) zurückging. Nach wirtschaftlichen Schwierigkeiten Ende 2015 wieder von Renault übernommen und als deren Werksteam geführt. |
| Lyncar                                              | –                                                     | 1974–1975                                          | –     | –                                                                                                   | Lyncar konstruierte den Typ 006 als Einzelstück in Auftragsarbeit. Zwei Meldungen durch Pinch (Plant) Ltd., das Team des Auftraggebers John Nicholson. Das Auto schaffte nur einen Rennstart, Nicholson qualifizierte sich für den England-GP 1975. |
| Maki                                                | Tokio (J), Slough (UK)                                | 1974–1976                                          | –     | –                                                                                                   | Einsatz mit Werksteam bei mehreren Grand Prix, ohne sich für ein Rennen zu qualifizieren. |
| / Manor (Virgin, Marussia)                          | Banbury (UK), Dinnington, S. Yorkshire (UK)           | 2010–2016                                          | –     | 9. (2014)                                                                                           | 2010 wegen eines Sponsors unter der Bezeichnung Virgin Racing gemeldet, von 2011 bis 2014 nach einem Teilhaber als Marussia unter russischer Lizenz; 2016 schließlich als Manor Racing, wie bereits in der Gründungsphase 2009 angedacht. |
| March Engineering (Leyton House)                    | Bicester (UK)                                         | 1970–1977 1987–1992                                | 3     | 3. (1970)                                                                                           | Von 1970 bis 1977 Ausrüstung eines Werksteams und zahlreicher Kundenteams, unter ihnen Tyrrell (1970). Einziger Hersteller der 1970er-Jahre, der für Kunden neue Fahrzeuge aufbaute. Nach Schließung des Werksteams wurde das Equipment von ATS übernommen. 1987 Rückkehr in die Formel 1 als Konstrukteur mit eigenem Werksteam. 1990 und 1991 aus Sponsoringgründen als Leyton House gemeldet, 1992 wieder als March. |
| March Grand Prix                                    | Bicester (UK)                                         | 1981                                               | –     | –                                                                                                   | Keine Beziehung zu March Engineering. Eigenständiges Unternehmen, das als Zulieferer für das Team RAM Racing fungierte. In dieser Funktion nur ein Jahr aktiv. |
| Martini                                             | Magny-Cours (F)                                       | 1978                                               | –     | –                                                                                                   | Einsatz über Werksteam. Der Martini Mk. 23 war als Eigenkonstruktion von Tico Martini mit vielen zugekauften Komponenten ein sog. Baukastenauto; mit René Arnoux zu vier Rennen qualifiziert. |
| Maserati                                            | Modena (I)                                            | 1950–1960                                          | 9     | –                                                                                                   | 1950 sowie von 1952 bis 1957 mit eigenem Werksteam, daneben bis 1960 Chassislieferant für zahlreiche Privatteams. Von 1966 bis 1969 noch einmal als Motorenlieferant für Cooper und andere Teams in der Formel 1 engagiert. |
| Matra                                               | Romorantin-Lanthenay (F), Vélizy-Villacoublay (F)     | 1967–1972                                          | 9     | 1. (1969)                                                                                           | Alle neun Rennsiege mit dem 1968 und 1969 belieferten Kundenteam Tyrrell, welches erst später selbst konstruierte. Dem eigenen Werksteam Matra Sports gelangen nur vereinzelte Podien. Zudem Motorenlieferant 1975–1978 sowie 1981–1982. |
| McGuire                                             | –                                                     | 1977                                               | –     | –                                                                                                   | Modifizierter Williams FW04 von Brian McGuire beim Großbritannien-GP 1977 eingesetzt, jedoch nicht fürs Rennen qualifiziert. |
| McLaren                                             | Colnbrook (UK), Woking (UK)                           | seit 1966                                          | 196   | 1. (1974, 1984, 1985, 1988, 1989, 1990, 1991, 1998, 2024)                                           | Erfolgreichster britischer und insgesamt zweiterfolgreichster Konstrukteur der Formel-1-Geschichte. Einsatz der Rennwagen zunächst von Colnbrook aus, zu Beginn der 1980er Jahre siedelte der Konstrukteur nach Woking über. |
| Mercedes                                            | Stuttgart (D), Brackley (UK)                          | 1954–1955 seit 2010                                | 130   | 1. (2014, 2015, 2016, 2017, 2018, 2019, 2020, 2021)                                                 | Erfolgreichster deutscher Konstrukteur der Formel-1-Geschichte. Werkseinsatz in den 1950er-Jahren von Stuttgart aus; Ende 1955 Rückzug vom internationalen Rennsport. Rückkehr als Konstrukteur 2010 nach Übernahme von Brawn GP und dessen Infrastruktur in Brackley. Außerdem bereits seit der Saison 1994 in der Formel 1 als Motorenlieferant vieler Teams, wie McLaren, Williams oder Force India aktiv. Nach Ferrari zweiterfolgreichster Motorenhersteller in der Formel 1. |
| Merzario                                            | Carate Brianza (I)                                    | 1978–1979                                          | –     | –                                                                                                   | Nach einer Saison (1977) als March-Kunde Konstruktion eigener Rennwagen, die allerdings zunächst weiter auf March-Technik basierten. Zuletzt übernahm Merzario einen Wagen von Kauhsen. |
| Midland                                             | Silverstone (UK)                                      | 2006                                               | –     | 10. (2006)                                                                                          | Nachfolger von Jordan; ein Jahr später von Spyker übernommen. Heute operiert aus dem Werk Aston Martin F1. |
| Milano                                              | –                                                     | 1950                                               | –     | –                                                                                                   | Die Scuderia Milano setzte überwiegend Maserati-Kundenchassis ein; beim Italien-GP 1950 Einsatz einer Eigenkonstruktion, ohne jedoch zum Rennen zu starten. |
| Minardi                                             | Faenza (I)                                            | 1985–2005                                          | –     | 7. (1991)                                                                                           | Nach dem Ende des Rennstalls 2005 wurde die Infrastruktur von Toro Rosso übernommen und seitdem weitergeführt. |
| Modena Team (Lambo, Lamborghini)                    | Modena (I)                                            | 1991                                               | –     | –                                                                                                   | In der Presse vielfach Lamborghini oder Lambo Formula genannt. Verbindungen zu Lamborghini Engineering, aber keine direkte Beziehung zum Sportwagenhersteller Lamborghini. |
| Onyx                                                | Littlehampton (UK), Binningen (CH)                    | 1989–1990                                          | –     | 10. (1989)                                                                                          | 1990 von Peter Monteverdi und Karl Foitek übernommen, Sitz im Laufe des Jahres in die Schweiz verlegt. |
| O.S.C.A.                                            | Bologna (I)                                           | 1951–1953 1958                                     | –     | –                                                                                                   | |
| Osella                                              | Volpiano (I)                                          | 1980–1990                                          | –     | 12. (1982, 1984)                                                                                    | Alle Renneinsätze über ein Werksteam, zuvor in der Formel 2 aktiv. Teilweise mit Alfa-Romeo-Technologie. Ab 1991 nach Eigentümerwechsel als Fondmetal weitergeführt und Sitz in die Provinz Bergamo verlegt. |
| Pacific                                             | Thetford (UK)                                         | 1994–1995                                          | –     | 12. (1995)                                                                                          | Formel-1-Debüt mit einem von Reynard konzipierten Auto, im Folgejahr Entwicklung einer Eigenkonstruktion. |
| Parnelli                                            | –                                                     | 1974–1976                                          | –     | 10. (1975)                                                                                          | |
| Penske                                              | Poole (UK)                                            | 1974–1977                                          | 1     | 5. (1976)                                                                                           | Team Penske mit Hauptsitz in Mooresville, North Carolina; die Formel-1-Wagen wurden jedoch vom britischen Poole aus eingesetzt. 1977 war ein Kundenauto bei ATS im Einsatz. |
| Porsche                                             | Stuttgart (D)                                         | 1959–1964                                          | 1     | 3. (1961)                                                                                           | 1957 und 1958 setzte Porsche beim Deutschland-GP seine ersten Autos noch nach Formel-2-Reglement ein (siehe weiter unten). Ab der Saison 1959 dann mit Autos nach Formel-1-Reglement im regelmäßigen Werkseinsatz; parallel vereinzelte Einsätze mit Kundenteams. |
| Prost                                               | Guyancourt (F)                                        | 1997–2001                                          | –     | 6. (1997)                                                                                           | Nachfolger der Équipe Ligier. |
| RAM (RAM-March)                                     | Bicester (UK)                                         | 1982–1985                                          | –     | –                                                                                                   | Nach Anfängen als Kundenteam mit Autos von Brabham, Williams und March Grand Prix ab 1982 eigenständiger Konstrukteur, aufbauend auf der Infrastruktur von March Grand Prix. Keine Verbindung zu March Engineering. |
| Rebaque                                             | Leamington Spa (UK)                                   | 1979                                               | –     | –                                                                                                   | Zunächst seit 1978 Einsatz von Lotus-Kundenautos; Ende 1979 dann mit dem selbst konstruiertem Rebaque HR 100; drei Qualifikationsteilnahmen, ein Rennstart: Kanada-GP 1979. |
| / Red Bull                                          | Milton Keynes (UK)                                    | seit 2005                                          | 124   | 1. (2010, 2011, 2012, 2013, 2022, 2023)                                                             | Entstand Ende 2004 durch Übernahme von Jaguar Racing. Startete in den ersten beiden Saisons übergangsweise mit britischer Lizenz. |
| / Renault (Alpine)                                  | Paris (F), Enstone (UK)                               | 1977–1985 2002–2009 seit 2016                      | 36    | 1. (2005, 2006)                                                                                     | Erfolgreichster französischer Konstrukteur der Formel-1-Geschichte. Erstes Engagement als Equipe Renault. Das zweite Werksteam entstand 2002 durch Übernahme von Benetton. 2010 bis 2011 war das bereits Lotus F1 genannte Team nicht mehr in Renault-Besitz und startete mit britischer Lizenz, die Chassis wurden noch zwei Jahre als Renault bezeichnet. 2016 wurde das Team für das dritte Werksengagement erneut übernommen. Tritt seit 2021 als Alpine F1 Team an, um die Sportwagensparte von Renault zu bewerben. Organisatorisch und besitztechnisch weiter Renault-Werksteam. Außerdem Motorenlieferant 1983–1986, 1989–1997 sowie seit 2007. |
| Rial                                                | Fußgönheim (D)                                        | 1988–1989                                          | –     | 9. (1988)                                                                                           | |
| Sauber (Alfa Romeo, Stake F1)                       | Hinwil (CH)                                           | 1993–2005 seit 2010                                | –     | 4. (2001)                                                                                           | 2005 von BMW übernommen und vier Saisons als deren Werksteam geführt. Nach dem Rückzug seitens BMW Ende 2009, übernahm Gründer Peter Sauber das Team und die Infrastruktur wieder. Von 2019 bis 2023 fungierte Alfa Romeo als Titelsponsor; Konstrukteur blieb jedoch Sauber, Alfa Romeo hielt keine Anteile am Team und war nicht an der Fahrzeugentwicklung beteiligt. Keine Verbindung zum ehemaligen Alfa-Romeo-Werksteam. Seit 2024 aus Sponsoringgründen als Stake F1 Team Kick Sauber gemeldet. |
| Scarab                                              | Los Angeles (UK)                                      | 1960                                               | –     | –                                                                                                   | |
| Scirocco                                            | London (UK)                                           | 1963–1964                                          | –     | –                                                                                                   | Mehrere Einsätze mit dem Werksteam in der Saison 1963; 1964 startete das Kundenteam Equipe Scirocco Belge mit einem Scirocco 02. |
| / Shadow                                            | Northampton (UK)                                      | 1973–1980                                          | 1     | 6. (1975)                                                                                           | Von 1973 bis 1980 Einsätze über ein Werksteam vom britischen Standort aus, obwohl Shadow US-amerikanisches Unternehmen war; 1973, 1976 und 1978 zudem über Kundenteams. 1980 Übernahme durch Theodore. Bis 1975 fuhr Shadow unter amerikanischer Lizenz, ab 1976 mit britischer Lizenz. |
| Shannon                                             | –                                                     | 1966                                               | –     | –                                                                                                   | Trevor Taylor fuhr 1966 den Großbritannien-GP mit einem Shannon SH-1, fiel jedoch technisch bedingt aus; es blieb bei einem Start. |
| Simtek                                              | Banbury (UK)                                          | 1994–1995                                          | –     | 13. (1994, 1995)                                                                                    | Entwarf Rennwagen für BMW, Bravo (jeweils nicht eingesetzt) und Andrea Moda (1992), ab 1994 mit eigenem Werksteam. |
| Spirit                                              | Slough (UK)                                           | 1983–1985                                          | –     | –                                                                                                   | Zunächst in der Formel 2 aktiv. Mitte 1983 dann der Aufstieg in die höchste Klasse. 1985 noch bei den ersten drei Rennen am Start, bevor das finanziell angeschlagene Team seinen Reifenvertrag an Toleman verkaufte und selbst ausstieg. |
| / Spyker                                            | Silverstone (UK)                                      | 2006–2007                                          | –     | 10. (2007)                                                                                          | Entstand noch während der Saison 2006 durch Übernahme von Midland, deren russische Lizenz für die letzten drei Rennen behalten wurde. 2007 dann mit niederländischer Lizenz und komplett selbst konstruiertem Spyker F8-VII gemeldet. 2008 von Force India übernommen, operiert heute Racing Point aus dem Werk. |
| Stebro                                              | Montréal (CAN)                                        | 1963                                               | –     | –                                                                                                   | Primär Konstrukteur von Formel-Junior-Autos. Ein siebter Platz beim einzigen Einsatz mit Werksteam in der Formel 1 beim USA-GP 1963 in Watkins Glen. |
| Stewart                                             | Milton Keynes (UK)                                    | 1997–1999                                          | 1     | 4. (1999)                                                                                           | Mit Ford-Unterstützung von Jackie Stewart gegründeter Konstrukteur. 2000 Übernahme durch Ford und Umbenennung in Jaguar Racing. Nach weiterem Eigentümerwechsel seit 2005 als Red Bull Racing am Start. |
| Super Aguri                                         | Leafield (UK)                                         | 2006–2008                                          | –     | 9. (2007)                                                                                           | Eng mit Honda verbunden. Start mit zugekauftem Chassis von Arrows in deren alter Fabrik; ab Saisonmitte 2006 eigenständig konstruierte Autos, die auf älteren Honda-Konstruktionen basierten. |
| Surtees                                             | Edenbridge (UK)                                       | 1970–1978                                          | –     | 5. (1972)                                                                                           | Einsatz eines Werksteams und parallele Ausrüstung verschiedener Kundenteams. |
| Talbot-Lago                                         | Suresnes (F)                                          | 1950–1951                                          | –     | –                                                                                                   | Einsätze in den ersten beiden Saisons mit vielen Kundenteams und einzelnen Privatiers. Für das ab 1952 geltende Formel-2-Reglement wurde kein Wagen produziert. |
| Tec-Mec                                             | Modena (I)                                            | 1959                                               | –     | –                                                                                                   | Konstrukteur trat als Werksteam beim USA-GP 1959 mit einem modifizierten Maserati 250F an. |
| Tecno                                               | Bologna (I)                                           | 1972–1973                                          | –     | 11. (1973)                                                                                          | Zunächst in der Formel 2 aktiv (siehe weiter unten); alle Formel-1-Einsätze über ein Werksteam. |
| Theodore                                            | Woking (UK), Northampton (UK)                         | 1978 1981–1983                                     | –     | 12. (1981)                                                                                          | Start als Kundenteam mit Ensign-Chassis. Ab 1978 Konstrukteur mit eigenem Werksteam, zunächst mit zugekauftem Ralt-Chassis. Neubeginn 1981 nach Übernahme der Infrastruktur von Shadow; 1983 dann Fusion mit Ensign. |
| Token                                               | –                                                     | 1974                                               | –     | –                                                                                                   | Die Konstruktion des Autos wurde noch von Ron Dennis in Auftrag gegeben, um mit seinem Formel-2-Team Rondel aufzusteigen. Das Vorhaben scheiterte und die neuen Besitzer starteten als Token. Drei Rennstarts in der Saison 1974. |
| Toleman                                             | Witney (UK)                                           | 1981–1985                                          | –     | 7. (1984)                                                                                           | Alle Einsätze über ein Werksteam; 1984 vereinzelte Podiumserfolge. Ende 1985 von Benetton übernommen und damit auch rechtlicher Vorgänger des späteren Renault-Werksteams. |
| Toro Rosso (AlphaTauri, Racing Bulls)               | Faenza (I)                                            | seit 2006                                          | 2     | 6. (2008, 2019, 2021)                                                                               | 2006 durch Übernahme von Minardi entstanden. Eng mit Red Bull verbunden, setzte in den ersten Jahren z. B. ältere Red-Bull-Chassis ein, seit 2010 jedoch reine Eigenkonstruktionen. Trat von 2020 bis 2023 aus Sponsorgründen als Scuderia AlphaTauri an und seit 2024 als Visa Cashapp Racing Bulls. |
| Toyota                                              | Köln (D)                                              | 2002–2009                                          | –     | 4. (2005)                                                                                           | Alle Einsätze über ein Werksteam. Von 2005 bis 2009 auch als Motorenlieferant für andere Teams tätig. |
| Trojan                                              | Purley Way, Croydon (UK)                              | 1974                                               | –     | –                                                                                                   | |
| Tyrrell                                             | Ockham (UK)                                           | 1970–1998                                          | 23    | 1. (1971)                                                                                           | Nach Einsätzen von Matra- und March-Kundenautos ab 1970 mit Eigenkonstruktionen als Konstrukteur gemeldet. 1997 an British American Tobacco verkauft und ab 1999 als BAR gemeldet; allerdings übernahm BAR nur die juristische Hülle von Tyrrell, operierte dagegen aus einem alten Reynard-Werk in Brackley. Daher nur rechtlicher Vorgänger des heutigen Mercedes-Werksteams. |
| Vanwall                                             | Acton (UK)                                            | 1954–1960                                          | 9     | 1. (1958)                                                                                           | Einsätze über eigenes Werksteam. Erster Formel-1-Konstrukteursweltmeister der Geschichte. |
| Veritas                                             | Nürburgring (D)                                       | 1951–1953                                          | –     | –                                                                                                   | Veritas baute 1950 einige Formel-2-Rennwagen in Kleinserie, die zwischen 1951 und 1953 von Privatfahrern (zum Teil mit Unterstützung der Nachfolgegesellschaft Veritas-Nürburgring) auch bei einzelnen Läufen zur Automobil-Weltmeisterschaft zum Einsatz kamen. Beim Großen Preis von Deutschland 1952 und 1953 nutzten darüber hinaus einige Privatfahrer die Gelegenheit, mit älteren zweisitzigen Veritas-Rennsportwagen (auf Basis des BMW 328) anzutreten, die dort unter den Bestimmungen der Formel 2 eingesetzt werden durften. |
| Williams                                            | Didcot (UK), Grove (UK)                               | seit 1978                                          | 114   | 1. (1980, 1981, 1986, 1987, 1992, 1993, 1994, 1996, 1997)                                           | 1977 neu gegründet als Williams Grand Prix Engineering (WGPE), nachdem Frank Williams’ erstes Unternehmen Frank Williams Racing Cars von Walter Wolf Racing übernommen worden war. Im ersten Jahr Kundenteam mit March-Autos, seit 1978 eigenständiger Konstrukteur mit Werksteam. Darüber hinaus bis 1981 Ausrüstung verschiedener Kundenteams (unter anderem RAM). Mit 114 Siegen und 9 Konstrukteurstiteln einer der erfolgreichsten Konstrukteure der Formel-1-Geschichte. |
| Wolf (Walter Wolf Racing)                           | Reading (UK)                                          | 1977–1979                                          | 3     | 4. (1977)                                                                                           | Entstanden nach Übernahme von Frank Williams Racing Cars; Fortsetzung des Betriebs in dessen Räumlichkeiten. |
| Zakspeed                                            | Niederzissen (D)                                      | 1985–1989                                          | –     | 10. (1987)                                                                                          | Gegründet von Erich Zakowski. Alle Einsätze über ein Werksteam. |

## Nach Nationen

Nation mit den meisten Formel-1-Konstrukteuren: Vereinigtes Königreich

In dieser Übersicht sind alle Konstrukteursnationen nach der Anzahl der seit 1950 zu Formel-1-Weltmeisterschaftsläufen gestarteten Konstrukteuren aufgelistet. Insgesamt stellten bisher 22 Nationen einen Formel-1-Konstrukteur gemäß Lizenz.
Die Nationen, unter deren Flagge mindestens ein Konstrukteur für die Formel-1-Weltmeisterschaft 2025 unter Vertrag steht, sind grau hinterlegt.
Anmerkungen:
- Es werden analog der Hauptliste alle Konstrukteure berücksichtigt, die wenigstens einmal an einem Grand-Prix-Wochenende teilgenommen haben. Das bedeutet – wie im Fall von Apollon oder McGuire – nicht zwangsläufig, dass die Konstrukteure auch tatsächlich zu den Grand Prix gestartet sind.
- Die Nation steht für das Land, mit dessen Lizenz der Konstrukteur antritt. Das muss nicht identisch sein mit dem Land, in dem der Konstrukteur seinen operativen Sitz hat. Konstrukteure, die unter verschiedenen Nationen gemeldet waren, zählen für beide Nationen.

Datenstand: Großer Preis von Kanada 2024
| Platz | Nation                 | Anzahl Konstrukteure | Konstrukteure mit den meisten Rennen (Anzahl)                           |
| ----- | ---------------------- | -------------------- | ----------------------------------------------------------------------- |
| 01    | Vereinigtes Königreich | 55                   | McLaren (980), Williams (836), Lotus (491)                              |
| 02    | Vereinigte Staaten     | 39 (8)               | Haas F1 (200), Shadow (103), Penske (30-44)                             |
| 03    | Italien                | 25                   | Ferrari (1108), Toro Rosso/AlphaTauri/Racing Bulls (385), Minardi (340) |
| 04    | Deutschland            | 12                   | Mercedes (327), ATS (89), BMW (70)                                      |
| 05    | Frankreich             | 11                   | Renault/Alpine (461), Ligier (326), Prost (83)                          |
| 06    | Japan                  | 05                   | Toyota (139), Honda (88), Super Aguri (39)                              |
| 07    | Schweiz                | 03                   | Sauber (530), Bellasi (2), Apollon (0)                                  |
| 08    | Russland               | 02                   | Virgin/Marussia/Manor (113), Midland (18)                               |
|       | Kanada                 | 02                   | Wolf (60), Stebro (1)                                                   |
|       | Niederlande            | 02                   | Spyker (17), Boro (6)                                                   |
|       | Südafrika              | 02                   | LDS (5), Alfa Romeo Special (2)                                         |
| 12    | Österreich             | 01                   | Red Bull (403)                                                          |
|       | Irland                 | 01                   | Jordan (250)                                                            |
|       | Indien                 | 01                   | Force India (203)                                                       |
|       | Brasilien              | 01                   | Copersucar (103)                                                        |
|       | Malaysia               | 01                   | Caterham/Lotus (94)                                                     |
|       | Spanien                | 01                   | HRT (56)                                                                |
|       | Hongkong               | 01                   | Theodore (47-56)                                                        |
|       | Mexiko                 | 01                   | Rebaque (18)                                                            |
|       | Belgien                | 01                   | Écurie Nationale Belge (5)                                              |
|       | Neuseeland             | 01                   | Amon (1)                                                                |
|       | Australien             | 01                   | McGuire (0)                                                             |

unterstrichen = in der Saison 2025 aktive Konstrukteure
1. ↑  Die hohe Zahl von US-amerikanischen Konstrukteuren resultiert aus dem Umstand, dass in der Anfangszeit der Automobil-Weltmeisterschaft (1950 bis 1960) das Indianapolis 500 Teil des WM-Rennkalenders war (siehe auch weiter unten). 8 Konstrukteure sind außerhalb des Indianapolis 500 bei WM-Läufen gestartet.

## Sonderfälle

### Gemeldete Konstrukteure ohne GP-Teilnahme
Einzelne Konstrukteure waren für ein Rennen oder eine ganze Saison gemeldet, traten aber aus verschiedenen Gründen zu keinem Rennwochenende an. Nähere Erläuterungen hierzu sind den Anmerkungen zu entnehmen. Konstrukteure, die lediglich die Qualifikation verpassten oder aus anderen Gründen nicht zum Rennen starteten, aber am Rennwochenende antraten, sind hingegen in der Hauptliste aufgeführt.
| Konstrukteur                        | Sitz                            | Saison | Anmerkungen |
| ----------------------------------- | ------------------------------- | ------ | --- |
| Berta                               | Córdoba (ARG)                   | 1975   | 1975 war Oreste Berta mit einem selbst konstruierten Wagen für den Saisonauftakt gemeldet, zog seine Meldung jedoch zurück. |
| Cegga                               | Aigle (CH)                      | 1962   | 1962 wurden zwei konstruierte Wagen zur Formel-1-WM gemeldet; es kam jedoch nie zu einem Einsatz. |
| Cosworth                            | Northampton (UK)                | 1969   | Der Motorenhersteller Cosworth entwickelte 1969 unter der Leitung von Robin Herd einen vierradgetriebenen Formel-1-Wagen, der beim Großbritannien-GP 1969 seine Premiere feiern sollte; die Meldung wurde jedoch zurückgezogen und das Auto nie mehr eingesetzt.                                     |
| Ekström                             | Flims (CH)                      | 1986   | Ekström war für die Saison 1986 gemeldet, startete jedoch nie. Zuvor in der Formel 3000 aktiv. |
| EL                                  | –                               | 1951   | Erik Lundgren war mit einem selbst konstruierten Chassis und Ford-Motor beim Deutschland-GP 1951 gemeldet, erschien jedoch nicht zum Qualifying. |
| MBM                                 | Binningen (CH)                  | 1961   | Formel-1-Konstrukteur aus Binningen in der Schweiz. Gegründet von Peter Monteverdi, der 1989 den Onyx-Rennstall übernahm. Nach mehreren nicht zur WM zählenden Rennen, sollte beim Deutschland-GP 1961 das Debüt folgen. Die Meldung wurde jedoch noch vor Beginn des Rennwochenendes zurückgezogen. |
| Monteverdi                          | Binningen (CH)                  | 1991   | Monteverdi übernahm 1990 während der Saison den Onyx-Rennstall; die zehn Einsätze 1990 wurden jedoch noch mit einem Chassis von Onyx durchgeführt; das für 1991 selbst entwickelte Chassis wurde nie mehr eingesetzt.                                                                                |
| MSM                                 | –                               | 1953   | Mauritz Freiherr von Strachwitz baute für die Saison 1953 einen MSM F2 mit Lancia-Motor, mit der er beim Deutschland-GP 1953 starten wollte; der Verband entzog ihm die jedoch Starterlaubnis, da er keinen gültigen Führerschein hatte; es kam nie mehr zu einem Start.                             |
| Realpha (RE)                        | Gweru (RSR)                     | 1965   | Privat umgebauter Cooper, der beim Südafrika-GP 1965 gemeldet war. Der Fahrer Ray Reed verunglückte jedoch kurz vor dem Grand Prix und nahm an keiner Session teil; Fahrzeug auch als RE bekannt. |
| SVA (Societa Valdostana Automobili) | Pont-Saint-Martin (I)           | 1950   | Der SVA war ursprünglich als Rennwagen für eine erwartete 1,1-Liter-Rennformel entstanden. Rudi Fischer meldete das Auto trotzdem für den Großen Preis der Schweiz von 1950, aufgrund technischer Probleme wurde das Auto jedoch vom Start zurückgezogen.                                            |
| Trussardi (Middlebridge-Trussardi)  | –                               | 1987   | Das Team wollte mit einem alten Benetton an der Formel-1-WM 1987 teilnehmen, doch die FISA untersagte die Teilnahme; auch als Middlebridge-Trussardi bezeichnet. |
| US F1 Team                          | Charlotte, North Carolina (USA) | 2010   | Das Team wollte mit eigens konstruiertem Rennwagen zur Saison 2010 in die Formel-1-WM einsteigen. Das Projekt scheiterte jedoch finanziell und organisatorisch; kurz vor dem Saisonstart strich die FIA das Team aus der Nennliste und sperrte es für immer.                                         |

### Konstrukteure beim Indianapolis 500 von 1950 bis 1960
Von 1950 bis 1960 zählte das Indianapolis 500 offiziell zur Automobil-Weltmeisterschaft, auch wenn dort nicht mit Formel-1-Rennwagen gefahren wurde. Nachstehend sind diejenigen Konstrukteure aufgelistet, die sich beim Indianapolis 500 von 1950 bis 1960 für das Rennen qualifiziert und daran teilgenommen haben. Es kam in dieser Zeit kaum zu Auftritten europäischer und amerikanischer Konstruktionen auf dem jeweils anderen Kontinent. Nur zwei europäische Konstrukteure starteten in dieser Zeit zu Rennen in Indianapolis: Werkseitig eingesetzte Ferrari (1952) und privat eingesetzte Maserati (1950 und 1951). Nur einmal, 1959 beim USA-GP in Sebring, wurde mit einem Kurtis Kraft außerdem auch ein nicht für die Formel 1 konzipierter Rennwagen (Midget-Car) eines US-amerikanischen Konstrukteurs bei einem regulären Grand Prix im Rahmen der Formel 1 eingesetzt (siehe Hauptliste).
| Konstrukteur | Aktiver Zeitraum      | Starts | Siege                     |
| ------------ | --------------------- | ------ | ------------------------- |
| Adams        | 1950                  | 1      | –                         |
| Bromme       | 1951–1954             | 4      | –                         |
| Christensen  | 1959–1960             | 2      | –                         |
| Deidt        | 1950–1952             | 3      | –                         |
| Del Roy      | 1953                  | 1      | –                         |
| Dunn         | 1957–1959             | 3      | –                         |
| Elder        | 1959                  | 1      | –                         |
| Epperly      | 1955, 1957–1960       | 5      | 2 (1957, 1958)            |
| Ewing        | 1950, 1960            | 2      | –                         |
| Ferrari      | 1952                  | 1      | –                         |
| Hall         | 1951                  | 1      | –                         |
| Kurtis Kraft | 1950–1960             | 11     | 5 (1950, 1951, 1953–1955) |
| Kuzma        | 1951–1960             | 10     | 1 (1952)                  |
| Langley      | 1950                  | 1      | –                         |
| Lesovsky     | 1950–1953, 1956–1960  | 9      | –                         |
| Marchese     | 1950–1951             | 2      | –                         |
| Maserati     | 1950–1951             | 2      | –                         |
| Meskowski    | 1960                  | 1      | –                         |
| Moore        | 1950–1951, 1959       | 3      | –                         |
| Nichels      | 1950, 1954            | 2      | –                         |
| Olson        | 1950                  | 1      | –                         |
| Pankratz     | 1954–1955             | 2      | –                         |
| Pawl         | 1951, 1954–1955       | 3      | –                         |
| Phillips     | 1954–1960             | 7      | –                         |
| Rae          | 1950                  | 1      | –                         |
| Schroeder    | 1951, 1953–1955       | 4      | –                         |
| Sherman      | 1951–1952             | 2      | –                         |
| Snowberger   | 1950                  | 1      | –                         |
| Stevens      | 1950, 1952–1956       | 6      | –                         |
| Sutton       | 1959                  | 1      | –                         |
| Trevis       | 1951–1952, 1955, 1956 | 4      | –                         |
| Turner       | 1953                  | 1      | –                         |
| Watson       | 1950–1953, 1956–1960  | 9      | 3 (1956, 1959, 1960)      |
| Wetteroth    | 1950                  | 1      | –                         |

Viele weitere Konstrukteure scheiterten an der Qualifikation für das Indianapolis 500. So schied 1957 z. B. ein privat eingesetzter Vorkriegs-Mercedes W 154 in der Qualifikation aus; Anfang der 1950er-Jahre wurden erfolglos mehrere Alfa Romeo-Rennwagen eingesetzt.

### Formel-2-Autos in der Formel 1
Beim Deutschland-GP wurden in den Jahren 1957–1958, 1966–1967 und 1969 Starter mit Formel-2-Autos zugelassen, um das Feld auf der langen Nürburgring-Nordschleife aufzufüllen. Die Fahrer waren nicht punktberechtigt, wurden aber im offiziellen Rennergebnis geführt. In den meisten Fällen (u. a. Lotus, Brabham oder Ferrari) nahm der Konstrukteur gleichzeitig mit Formel-1-Autos an dem Rennen oder der Saison teil. Diese Einsätze sind ohnehin in der Hauptliste bedacht und daher an dieser Stelle nicht aufgeführt. Es gab nur einen Konstrukteur, der ausschließlich mit Formel-2-Autos an einem Formel-1-Rennen teilgenommen hat: Protos beim Deutschland-GP 1967. BMW, Matra, Porsche und Tecno starteten später auch mit eigenen Formel-1-Konstruktionen in der Weltmeisterschaft.
| Konstrukteur | Sitz                    | Aktiver Zeitraum | Starts | Siege | Anmerkungen |
| ------------ | ----------------------- | ---------------- | ------ | ----- | --- |
| BMW          | München (D)             | 1969             | –      | –     | 1969 wurden drei Werks-Formel-2-BMW eingesetzt, die nach dem tödlichen Unfall von Gerhard Mitter im Training nicht zum Qualifying und Rennen starteten. Der Einsatz sollte ein mögliches späteres Formel-1-Engagement von BMW ausloten, zu dem es jedoch zunächst nicht kam. Erst von 2006 bis 2009 dann mit F1-Werksteam (siehe Hauptliste). |
| Matra        | Vélizy-Villacoublay (F) | 1966–1967        | 2      | –     | Start beim Deutschland-GP auf dem Nürburgring 1966 und 1967. Einsatz jeweils mit Werksteam und Kundenteam (Tyrrell); ab 1967 ebenfalls bereits mit Formel-1-Autos am Start (siehe Hauptliste). |
| Porsche      | Stuttgart (D)           | 1957–1958        | 2      | –     | Beim Deutschland-GP 1957 und 1958 setzte Porsche nach dem Formel-2-Reglement seine ersten Autos im Rahmen der Automobil-Weltmeisterschaft ein. Einsätze werkseitig sowie mit Kundenautos. In der Folge dann mit Formel-1-Konstruktionen im Werkseinsatz (siehe Hauptliste).                                                                   |
| Protos       | –                       | 1967             | 1      | –     | Das Ron Harris Racing Team setzte einen Formel-2-Protos beim Deutschland-GP 1967 ein. |
| Tecno        | Bologna (I)             | 1969             | 1      | –     | Start beim Deutschland-GP auf dem Nürburgring 1969. In den Saisons 1972 und 1973 dann Formel-1-Einsätze mit Werksteam (siehe Hauptliste). |